# Michael Borgstede
Michael Borgstede (* 27. Dezember 1976 in Thuine) ist ein deutscher Cembalist, Journalist und Hochschullehrer. Er lebt in Köln.

## Musiker
Bereits in seiner Schulzeit erhielt Borgstede ersten Klavier- und Orgelunterricht. Bei Esther Morales-Cañadas begann er seine Ausbildung als Cembalist, die er dann als Studium bei Jacques Ogg in Den Haag fortsetzte. Er gewann den Wettbewerb York Early Music Competition sowie den Ben Weber Award. Als Solist und Mitglied des Ensembles Musica ad Rhenum konzertierte er unter anderem im Concertgebouw, in der Wigmore Hall und im Wiener Konzerthaus sowie in den USA, Südamerika und Asien. Seine Interpretationen gelten als aufführungspraktisch fundiert und dennoch unkonventionell.
Bedeutende CD-Aufnahmen (Auswahl):
- 2006 Sämtliche Cembalowerke von François Couperin
- 2008 Gesamtaufnahme der Suiten für Cembalo von G.F. Händel
- 2009 Suiten für Cembalo von Antoine und Jean-Baptiste Forqueray
- 2013 Sämtliche Flötensonaten und das Musikalische Opfer von Johann Sebastian Bach (zusammen mit Jed Wentz)
- 2013 Sämtliche Flötensonaten von Carl Philipp Emanuel Bach (zusammen mit Jed Wentz und Job ter Haar)

## Beruflicher Werdegang
Ein einjähriger Aufenthalt Borgstedes in den USA förderte seine Neigung zum Journalismus. Von 2003 bis 2014 war er auch als Nahostkorrespondent für Israel und die palästinensischen Autonomiegebiete tätig.
Seit Oktober 2014 ist er Professor für Cembalo und Generalbass an der Hochschule für Musik und Tanz Köln (im Link weitergehende Informationen zu Person und Beruf). Im Juli 2021 wurde Borgstede für den Zeitraum ab Oktober selbigen Jahres zum Prorektor der Hochschule für Musik und Tanz Köln benannt.

## Veröffentlichungen
- Leben in Israel: Alltag im Ausnahmezustand. Herbig, München 2008, ISBN 978-3-7766-2553-0